# Sonneneruption

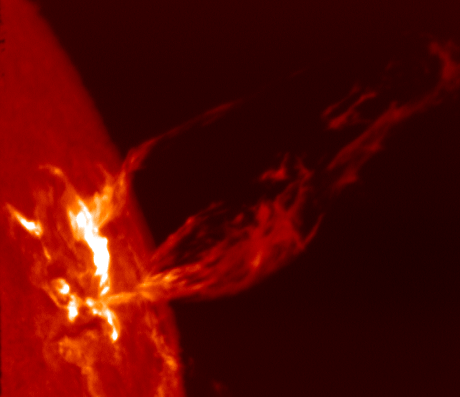
Koronaler Masseauswurf am 20. Juni 1989

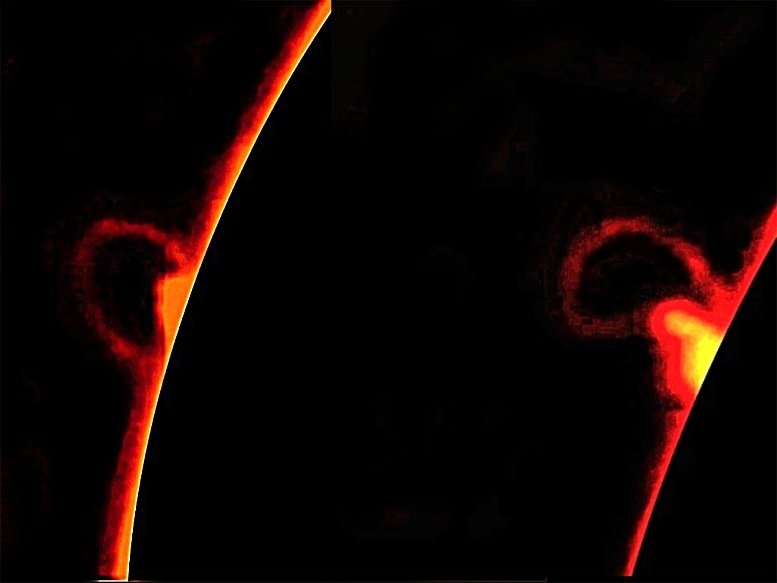
Verlauf einer Sonneneruption

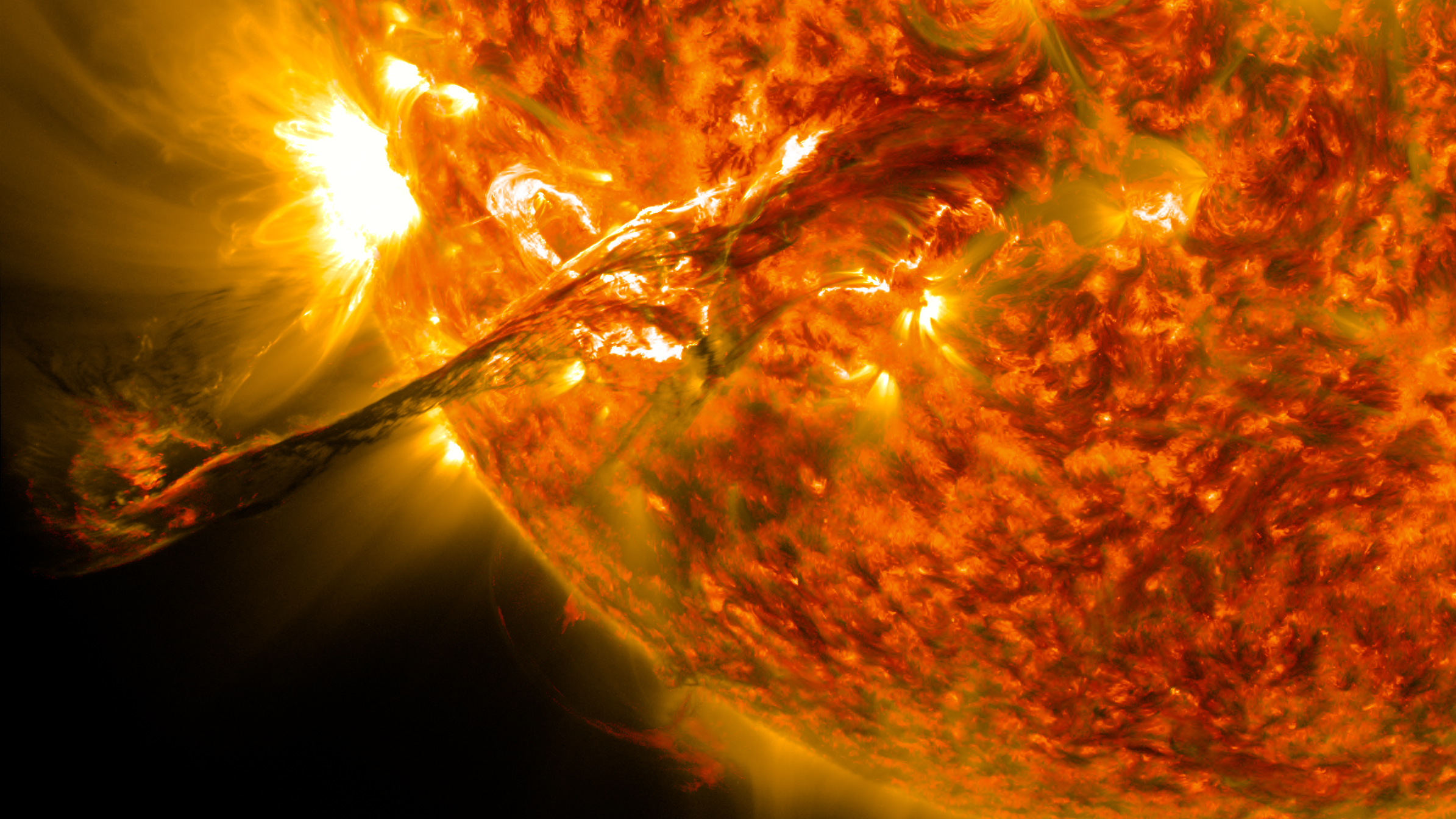
Koronaler Massenauswurf auf der Sonne am 31. August 2012

Eine Sonneneruption ist ein Gebilde erhöhter Strahlung innerhalb der Chromosphäre der Sonne, das durch Magnetfeldenergie gespeist wird.
- Als Flare oder chromosphärische Eruption bezeichnet man einfache Plasma-Magnetfeldbögen.
- Kommt es zu einer Reorganisation der Bögen, die zu einer Ablösung von Plasmaschläuchen führt, so beobachtet man einen erhöhten Masseausstoß. Bezeichnungen dafür sind koronaler Massenauswurf (CME) oder auch eruptive Protuberanz, die damit verbundenen Teilchenströme, Protonenschauer, Solarkosmischer Strahlungsausbruch (englisch Solar Cosmic Ray Event) oder SEP (englisch Solar Energetic Particles). Die Teilchen eines koronalen Masseauswurfs wechselwirken mit dem Sonnenwind und dem interplanetaren Magnetfeld: Schnelle Teilchen werden auf die Geschwindigkeit des Sonnenwinds abgebremst, langsame beschleunigt. Es kommt zur Ausbildung einer breiten Schockfront, die für die Beschleunigung der Teilchen, insbesondere Protonen, auf Energien oberhalb von 10 MeV verantwortlich ist. Der Prozess der Beschleunigung heißt SPE (englisch Solar Particle Event, auch Solar Proton Event).

Je nach Autor und Alter der Veröffentlichungen variieren die Abgrenzungen der Bezeichnungen.
Pro Tag sind bei normaler Sonnenaktivität 5 bis 10 Flares zu beobachten.

## Entstehung
Flares treten in Gebieten der Sonne auf, in denen sich auch Sonnenflecken und Sonnenfackeln zeigen.
Die Entstehung der Flares lässt sich auf elektromagnetische Vorgänge innerhalb der Sonne zurückführen. Die Sonne besteht aus einem Plasma aus negativen Elektronen und positiven Ionen, das in ihrer äußeren Zone durch Konvektionsströmungen in ständiger Bewegung gehalten wird. Die Elektronen besitzen aufgrund ihrer geringeren Masse eine höhere Geschwindigkeit als die Ionen; es fließt ein elektrischer Strom, der ein Magnetfeld induziert. Teilweise wölben sich dabei Magnetfeldschläuche nach außen. Wenn sich diese Schleifen beim Verdrehen berühren, schließen sich die Magnetfeldlinien kurz und es kommt zu einer Rekonnexion. Dies ist ein physikalisches Phänomen, bei dem sich die Struktur eines Magnetfeldes abrupt ändert und große Energiemengen freigesetzt werden. Vermutlich ist es für die Sonneneruption verantwortlich. Aufgrund der entgegengesetzten Orientierung des Magnetfeldes wird die Schleife mit dem eingeschlossenen Material fortkatapultiert.

## Dauer
Die Dauer der Flares ist proportional zur Ausdehnung des Eruptionsgebiets. Die mittlere Lebensdauer liegt bei 10 bis 90 Minuten, wobei nach einem schnellen Anstieg der Helligkeit ein langsames Abklingen erfolgt.

## Zusammensetzung und Folgen auf der Erde
Ein Absorptionsspektrum eines Flaregebiets zeigt typischerweise neben Wasserstoff auch Helium und Calcium. Die Gebiete senden verstärkt kurzwellige Strahlungen im ultravioletten und im Röntgenbereich sowie Protonen, Elektronen und Ionen aus. Auf der Erde bewirkt dies Störungen der Ionosphäre mit entsprechenden Beeinträchtigungen des Radioverkehrs.
Die Teilchen führen beim Eindringen in die Erdatmosphäre zu magnetischen Stürmen. Von Ionosphärenstürmen spricht man, wenn langsam in die Polarlichtzonen eindringende Partikel die bei Nacht sichtbaren Polarlichter bewirken und es durch stark fluktuierende elektrische Ströme zu erdmagnetischen Störungen kommt. Bei Protonenstürmen dringen die schnellen solaren Protonen in die Polarkappen, mitunter in mittleren Breiten bis zu Höhen von 30 km, ein und erhöhen die Elektronendichte und Adsorption von Kurzwelle und UKW bis 300 MHz.
Der Mögel-Dellinger-Effekt beschreibt den temporären Ausfall von Funkverbindungen.

## Größe
Größere Flares können bis zu 1 ‰ der Sonnenoberfläche einnehmen, was dem Zehnfachen der Erdoberfläche entspricht.
Flares werden logarithmisch nach ihrer Röntgenstrahlungsenergie in die Klassen A, B, C, M und X eingeteilt. Innerhalb einer Klasse wird die Intensität mit einem Wert zwischen 1 und 10 (1 eingeschlossen) festgelegt. Erreicht der Wert 10, so wird er der nächsten Klasse zugeteilt; in der Klasse X sind auch Werte größer als 10 möglich. Die Einteilung ergibt sich aus dem Fluss der Röntgenstrahlung, die von der Sonne ausgeht, und zwar im Bereich von 0,1 bis 0,8 nm (entspricht 1,55 bis 12,4 keV).
| Klasse | Intensität [µW/m²] |
| ------ | ------------------ |
| X      | 00,00 … > 100      |
| M      | 10,00 … < 100      |
| C      | 01,00 … < 010      |
| B      | 00,10 … < 001      |
| A      | 00,01 … < 000,1    |

### Rekorde
Die größte beobachtete Sonneneruption war das Carrington-Ereignis 1859. So große Eruptionen treten im Durchschnitt ungefähr alle 500 Jahre auf.
Die größte bisher gemessene Sonneneruption ereignete sich am 4. November 2003 mit einer Klassifizierung von X45. Das entspricht 4500 µW/m².
Auf anderen Sternen wurden bereits Eruptionen beobachtet, die bis zu eine Million Mal stärker sind als die stärksten bekannten Sonneneruptionen, sogenannte Superflares. Es gilt als möglich, dass auch die Sonne zu Superflares fähig ist.

## Beobachtung
Man beobachtet sie in Spektroheliogrammen des Wasserstoffs und am Rand der Sonnenscheibe als Ausbuchtung der Chromosphäre in die Korona, meist in Verbindung mit Masseauswürfen.